# Mansa faini
Mansa faini là một loài tò vò trong họ Ichneumonidae.